# Ильпырский
Ильпырский — село (в 1949—1994 годы — посёлок городского типа) Карагинском районе Камчатского края России. Административный центр и единственный населённый пункт сельского поселения «Село Ильпырский».

## История
Возник в 1920-х годах как посёлок при рыбной базе Дальморепродукта и рыбной базе № 4 Кичигинского комбината Акционерного Камчатского общества. В 1929 году посёлок получил название Ильпырь и стал центром Анапкинского рыбокомбината. В 1949 году получил статус посёлка городского типа и название Ильпырский.
В 1994 году утратил статус посёлка городского типа и стал селом.

## Сельское поселение
Статус и границы сельского поселения установлены Законом Корякского автономного округа от 2 декабря 2004 года № 365-ОЗ «О наделении статусом и определении административных центров муниципальных образований Корякского автономного округа».

## Население
| 1959 | 1970  | 1979  | 1989  | 2002 | 2008 | 2010 |
| ---- | ----- | ----- | ----- | ---- | ---- | ---- |
| 1699 | ↘1056 | ↗1161 | ↘1111 | ↘369 | ↘290 | ↘151 |
| 2012 | 2013  | 2014  | 2015  | 2016 | 2017 | 2018 |
| →151 | ↘140  | ↘126  | ↘116  | ↘102 | ↗111 | ↘106 |
| 2019 | 2020  | 2021  |       |      |      |      |
| ↘100 | ↘97   | ↗131  |       |      |      |      |

## Улицы
- ул. Вторая речка,
- ул. Калининская,
- ул. Ленина,
- ул. Ленинская,
- ул. Советская.